# Heizkreisregelröhre

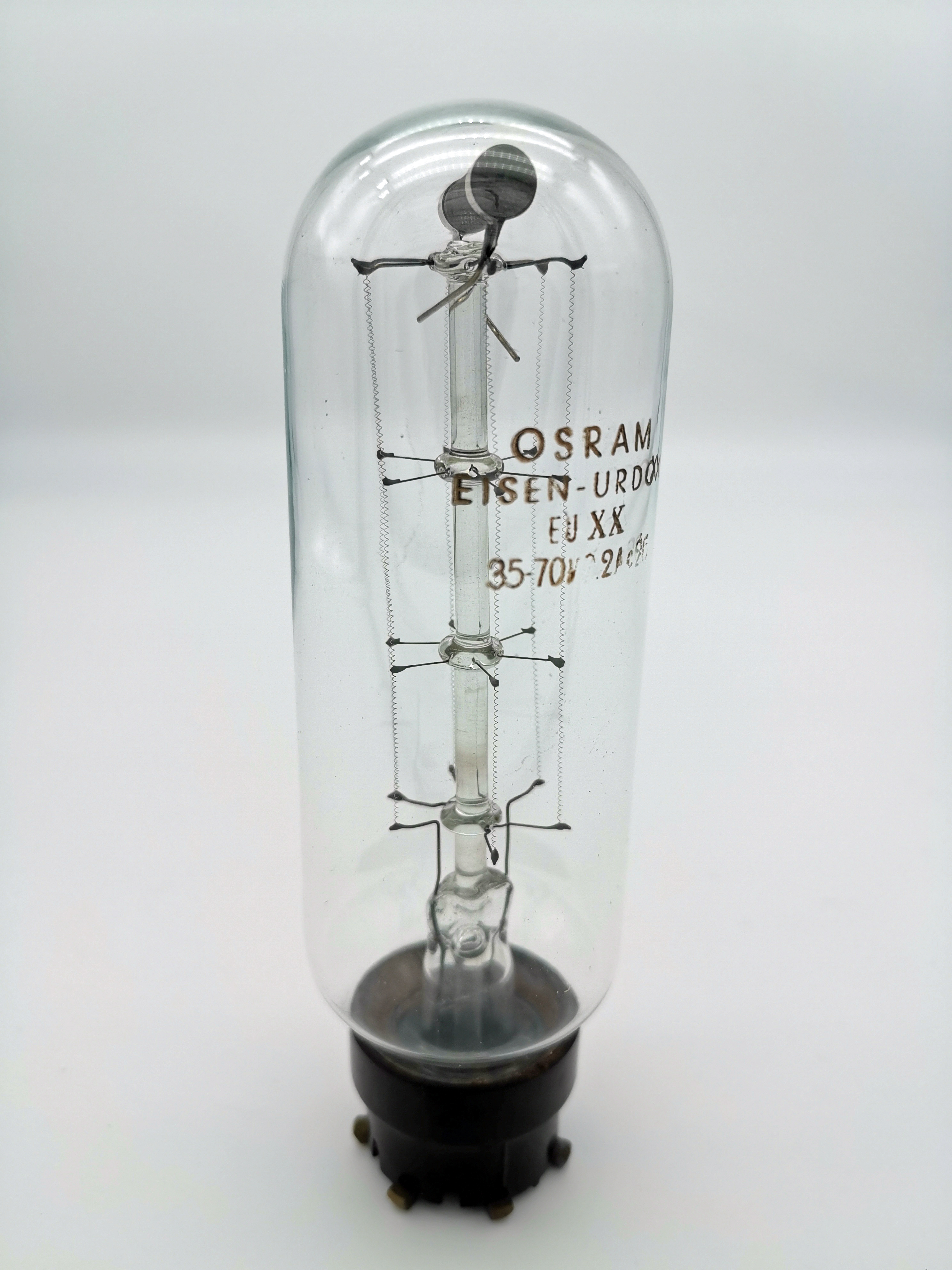
Kombinierter Eisen-URDOX-Widerstand in einer Heizkreisregelröhre vom Typ Osram EU XX (in dem mit Wasserstoff gefüllten Glaskolben befindet sich der URDOX-Heißleiter oberhalb der gewendelten feinen Eisendrähte)

Eine Heizkreisregelröhre diente in Röhrenempfängern und anderen elektronischen Geräten, die mit Elektronenröhren bestückt waren, zur Verringerung des Einschaltstromstoßes und zur anschließenden Regelung des benötigten Heizstroms bei Spannungsschwankungen.

## Funktion
Zur Regelung diente zunächst ein Eisen-Wasserstoff-Widerstand, der als Kaltleiter in einem gewissen Spannungsbereich einen annähernd konstanten Heizstrom bereit stellte. Die Kathodenheizungen von Elektronenröhren mit identischen Heizströmen konnten bei entsprechender Isolierung in Reihenschaltung betrieben werden. Dies war insbesondere wichtig für Geräte, die mit Gleichstrom betrieben wurden oder für so genannte Allstromgeräte, da man bei diesen im Gleichstrombetrieb die niedrigen Heizspannungen nicht über einen Transformator bereitstellen konnte. Das Problem bei solchen Reihenschaltungen war jedoch, dass durch den niedrigen Kaltwiderstand der meist aus Wolfram bestehenden Heizdrähte Röhren mit kürzerer Aufheizzeit während der Einschaltphase wesentlich höher belastet wurden, als solche mit längerer Aufheizzeit. Deshalb wurden zur Verringerung des Einschaltstroms zusätzlich Heißleiter zu den Eisen-Wasserstoff-Widerständen in Reihe geschaltet. Diese Heißleiter bestanden zunächst aus Urandioxid. Sie wurden von der Firma Osram unter dem Namen URDOX vermarktet. Der Name URDOX blieb auch erhalten, als ab etwa 1936 der teure Importrohstoff durch preiswertere Materialien ersetzt wurde. Da die verwendeten Materialien nicht gegen Luftsauerstoff beständig waren, wurden die Heißleiter separat in Vakuum-Glaskolben untergebracht. Zunehmend wurde auch der Heißleiter in dem mit Wasserstoff gefüllten Glaskolben der Eisen-Wasserstoff-Widerstände untergebracht. Die Reihenschaltung beider Widerstände verringerte zwar geringfügig die Regelgüte für den Heizstrom, erhöhte jedoch die Lebensdauer der Elektronenröhren durch die Unterdrückung der Einschaltstromstöße.

## Typbezeichnungen

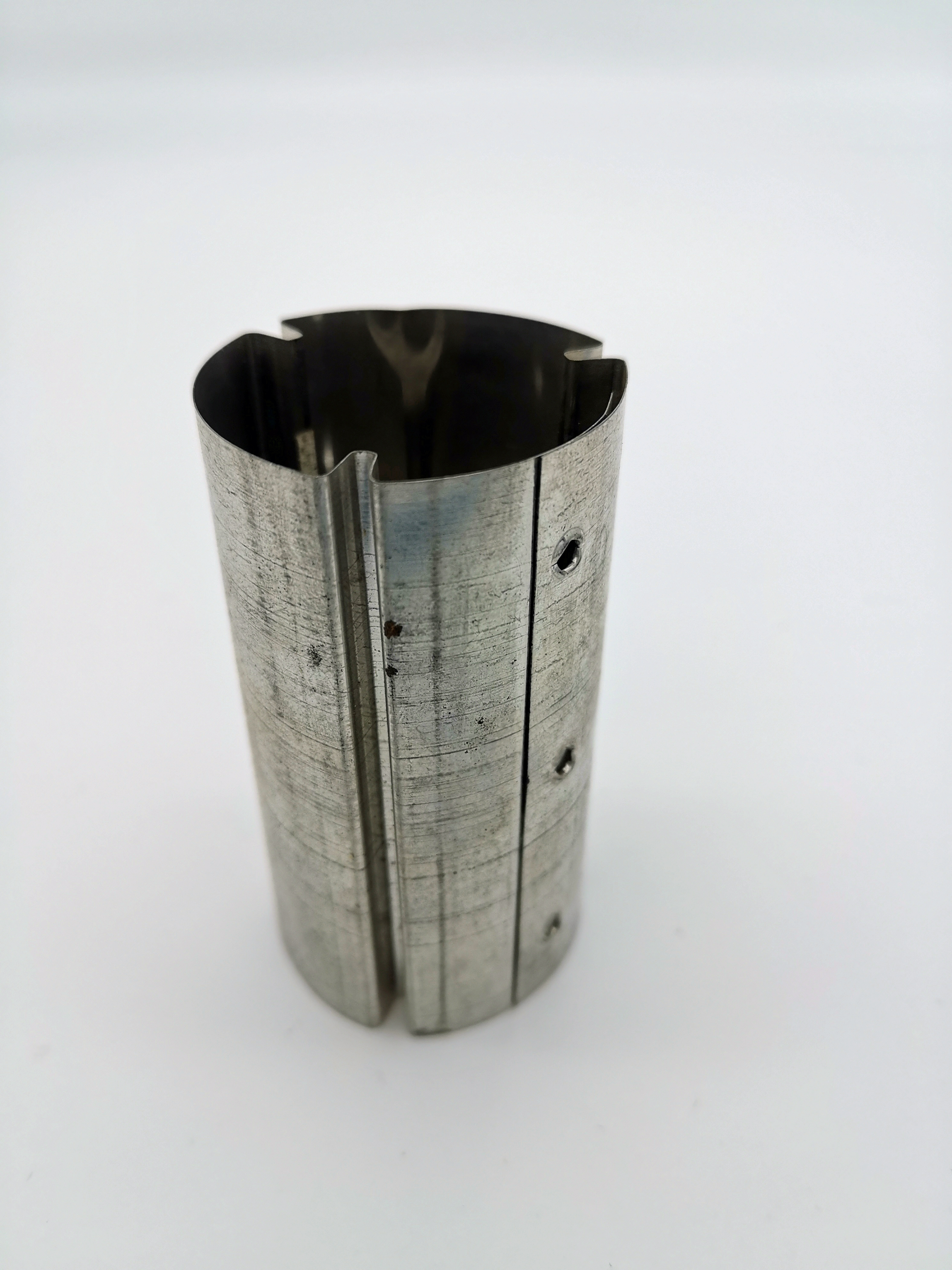
Magnetische Abschirmung für Osram-Eisenwiderstände EU und EW

Heizkreisregelröhren wurden zunächst hauptsächlich von der Firma Osram produziert. Die Firma führte für die kurz Eisen-Widerstände genannten Eisen-Wasserstoffwiderstände die Typbezeichnung EW ein (EW 1 bis EW 12). Zusätzlich waren auf der Röhre der Regelbereich (zum Beispiel 80–240 V), die Stromstärke (bei Allstromgeräten meist 0,2 A) und weitere Angaben aufgedruckt. Es gab auch Eisen-Widerstände für Batterie-Empfänger mit einem Regelbereich von 0,5 bis 1,5 V und der Typbezeichnung B 1yy, wobei yy für die Stromstärke stand (zum Beispiel B 128 für 0,28 A). URDOX-Widerstände hatten die Typbezeichnung U xxyy, wobei yy wiederum die Stromstärke angab und xx den Spannungsabfall nach dem Aufheizen angab (zum Beispiel U 4520 mit einer Stromstärke von 0,20 A bei einem Spannungsabfall von 45 V). Die kombinierten Osram-Eisen-Widerstände mit eingebautem URDOX-Körper bekamen die Typbezeichnung EU gefolgt von römischen Zahlen (EU I bis EU XX). Regelbereich und Stromstärke wurden unverschlüsselt im Klartext angegeben.

## Abschirmungen
Die empfindlichen dünnen Eisendrähte der Eisen-Wasserstoff-Widerstände mussten vor magnetischen Streufeldern durch Transformatoren, Drosselspulen und Lautsprecher abgeschirmt werden, damit sie nicht durch auftretende Schwingungen zerstört wurden. Hierzu dienten Abschirmungen aus Eisenblech, die federnd am Glaskolben anlagen.